# Leskea moravica
Leskea moravica là một loài Rêu trong họ Leskeaceae. Loài này được Pilous mô tả khoa học đầu tiên năm 1968.